# Франкенблік
Франкенблік (нім. Frankenblick) — громада в Німеччині, розташована в землі Тюрингія. Входить до складу району Зоннеберг.
Площа — 60,67 км2. Населення становить 5617 ос. (станом на 31 грудня 2021).